# بیشوفشایم
بیشوفشایم (به فرانسوی: Bischoffsheim) یک کمون در فرانسه است که در Unterelsaß واقع شده‌است. بیشوفشایم ۱۲٫۳۳ کیلومتر مربع مساحت دارد.